# Chrysis corusca
Chrysis corusca  (лат.) — вид ос-блестянок рода Chrysis из подсемейства Chrysidinae.

## Распространение
Палеарктика. Европа и Иран.

## Описание
Клептопаразиты ос: Symmorphus gracilis (Vespidae).
Посещают цветы различных растений. Период лёта: июнь — август. Встречаются на мёртвой древесине в следующих открытых биотопах: окраины лесов, поляны, сады, стены старых сараев и другие древесные постройки.
Длина — 7—9 мм. Ярко-окрашенные металлически блестящие осы. Верх груди тёмно-синий или сине-фиолетовый, часто с зелёными отблесками на пронотуме и мезоскутеллюме. Брюшко золотисто-красное или фиолетово-красное. Тело узкое, вытянутое.